# 富士見L文庫
富士見L文庫（ふじみエルぶんこ）は、日本の出版社・株式会社KADOKAWA（旧KADOKAWA 富士見書房BC）が刊行するライト文芸系文庫レーベル。

## 概要
2014年6月14日に大人の文学少女を対象として創刊された。毎月15日に刊行される。レーベル名の「L」は、文芸（Literature）とライトノベル（Light Novel）の頭文字に由来する。公募文学賞として富士見ノベル大賞を開催している（前身は
富士見ラノベ文芸大賞）。オカルト／あやかし、ミステリー、ファンタジー、青春／恋愛／お仕事などのジャンルを展開している。

## 富士見L文庫作品一覧

### あ行
- 愛之助（推定2歳・雄）の考察 その恋は猫の手も借りたい 汐見舜一 イラスト：けーしん 2018年11月15日
- 「悪魔交渉人」シリーズ[5] 栗原ちひろ イラスト：THORES柴本

1. 悪魔交渉人1 ファウスト機関 2014年6月14日 ISBN 978-4-04-070222-3
2. 悪魔交渉人2 緑の煉獄  2014年12月15日
3. 悪魔交渉人3 生贄の迷宮 2015年6月15日
4. 悪魔交渉人4 天使の方舟 2016年1月15日

- 朝霧ちとせはへこたれない 売れないアイドル活動日誌 至道流星 イラスト：ヤマウチシズ 2014年9月13日 ISBN 978-4-04-070318-3
- 「浅草鬼嫁日記」シリーズ[6] 友麻碧 イラスト：あやとき

1. 浅草鬼嫁日記 あやかし夫婦は今世こそ幸せになりたい。 2016年11月15日
2. 浅草鬼嫁日記 二 あやかし夫婦は青春を謳歌する。 2017年5月15日
3. 浅草鬼嫁日記 三 あやかし夫婦は、もう一度恋をする。 2017年11月15日
4. 浅草鬼嫁日記 四 あやかし夫婦は君の名前をまだ知らない。 2018年3月15日
5. 浅草鬼嫁日記 五 あやかし夫婦は眷属たちに愛を歌う。 2018年8月10日
6. 浅草鬼嫁日記 六 あやかし夫婦は今ひとたび降臨する。 2019年3月15日
7. 浅草鬼嫁日記 七 あやかし夫婦は御伽噺とともに眠れ。 2019年9月14日

- アドカレ！ 戸山大学広告代理店の挑戦 森晶麿 イラスト：きみどり 2016年1月15日
- @バスルーム 川上亮 イラスト：さらちよみ 2015年5月15日
- 有松恋染めノスタルジー 藍生有 イラスト：黒裄 2016年11月15日
- あやかし兄弟と桜の事件簿 妃川螢 イラスト：loundraw 2016年3月15日
- あやかし万来、おむすび処はじめました。 押しかけ仮旦那と恋患いの狐 蒼井紬希 イラスト：豊田悠 2019年9月14日
- 「あやかし双子のお医者さん」シリーズ[7] 椎名蓮月 イラスト：新井テル子

1. あやかし双子のお医者さん 一 ばけねこと鈴の記憶 2016年12月15日
2. あやかし双子のお医者さん 二 付喪神と千羽鶴の願い 2017年3月15日
3. あやかし双子のお医者さん 三 烏天狗と押しかけ弟子 2017年6月15日
4. あやかし双子のお医者さん 四 妖刀と孤独な術者 2017年10月14日
5. あやかし双子のお医者さん 五 幽霊と邂逅の半身 2018年2月15日
6. あやかし双子のお医者さん 六 雪女と遠い日の約束 2018年6月15日
7. あやかし双子のお医者さん 七 猫又と別れの挨拶 2019年3月15日
8. あやかし双子のお医者さん 八 座敷童子と子守唄 2020年2月15日
9. あやかし双子のお医者さん 九 再会の飯綱使い 2020年9月15日

- あやかし万華鏡 花川戸菖蒲 イラスト：石据カチル 2016年10月15日
- 「あやかし嫁入り縁結び」シリーズ[7] 椎名蓮月 イラスト：ソノムラ

1. あやかし嫁入り縁結び 一 えにしの糸を結びます。 2018年7月14日
2. あやかし嫁入り縁結び 二 姫神の心、ほどきます。 2018年11月15日
3. あやかし嫁入り縁結び 三 式神の願い、かなえます。 2019年6月14日

- あやし絵刺繍幻燈譚 史間あかし イラスト：北沢きょう 2015年6月15日
- ある小説家をめぐる一冊 栗原ちひろ イラスト：THORES柴本 2016年12月15日
- 「出雲新聞編集局日報」シリーズ[8] 霧友正規 イラスト：toi8

1. 出雲新聞編集局日報 かみさま新聞、増刷中。 2015年5月15日
2. 出雲新聞編集局日報 かみさま新聞、恋結び？ 2015年11月14日

- 一生夢で食わせていきますが、なにか。 黒崎蒼 イラスト：水沢悦子 2019年6月14日
- 上野の神様にこい願わくは あやかし資料館の大蛇様 岡達英茉 イラスト：白谷ゆう 2020年1月14日
- うさぎが逃げる 無敵遊戯セットアップ 多岐川暁 イラスト：吉田ヨシツギ 2019年12月13日
- うみまち鉄道運行記 サンミア市のやさしい鉄道員たち 伊佐良紫築 イラスト：戸部淑 2014年11月15日
- 「榮国物語 春華とりかえ抄」シリーズ[9] 一石月下 イラスト：ノクシ

1. 榮国物語 春華とりかえ抄 2017年9月15日
2. 榮国物語 春華とりかえ抄 二 2018年2月15日
3. 榮国物語 春華とりかえ抄 三 2018年6月15日
4. 榮国物語 春華とりかえ抄 四 2018年11月15日
5. 榮国物語 春華とりかえ抄 五 2019年6月14日
6. 榮国物語 春華とりかえ抄 六 2019年12月13日

- エース！！ 都立杉並東高校硬式野球部の夏 石原ひな子 イラスト：ひのた 2018年7月14日
- エール!! 栄冠は君に輝く 石原ひな子 イラスト：ユホ 2017年8月12日
- エディター！ 編集ガールの取材手帖 上倉えり イラスト：煙楽 2017年7月15日
- 縁結び神社の悪魔さま 森川秀樹 イラスト：新井テル子 2018年9月15日
- お後は笑顔がよろしいようで 永菜葉一 イラスト：榊空也 2015年9月15日
- 「おいしいベランダ。」シリーズ[10] 竹岡葉月 イラスト：おかざきおか

1. おいしいベランダ。午前1時のお隣ごはん 2016年5月14日
2. おいしいベランダ。2人の相性とトマトシチュー 2016年11月15日
3. おいしいベランダ。3月の桜を待つテーブル 2017年6月15日
4. おいしいベランダ。午後4時の留守番フルーツティー 2017年11月15日
5. おいしいベランダ。マンション5階のお引っ越しディナー 2018年7月14日
6. おいしいベランダ。スミレと6粒のチョコレート 2019年2月15日
7. おいしいベランダ。返事は7日後のランチで聞かせて 2019年8月10日
8. おいしいベランダ。8番線ホームのベンチとサイダー 2020年2月15日

- オイディプスの檻 犯罪心理捜査班 佐藤青南 イラスト：ワカマツカオリ 2017年3月15日
- 「旺華国後宮の薬師」シリーズ 甲斐田紫乃 イラスト：友風子

1. 旺華国後宮の薬師 2019年7月13日
2. 旺華国後宮の薬師 2 2020年2月15日
3. 旺華国後宮の薬師 3 2020年8月12日
4. 旺華国後宮の薬師 4 2021年5月14日

- 「桜花妃料理帖」シリーズ 佐藤三 イラスト：comet

1. 桜花妃料理帖 2018年2月15日
2. 桜花妃料理帖 二 2018年8月10日
3. 桜花妃料理帖 三 2019年3月15日

- 「王女コクランと願いの悪魔」シリーズ 入江君人 イラスト：カズアキ

1. 王女コクランと願いの悪魔 2014年9月13日 ISBN 978-4-04-070319-0
2. 王女コクランと願いの悪魔2 2015年6月15日

- 「王妃ベルタの肖像」シリーズ  西野向日葵 イラスト：今井喬裕

1. 王妃ベルタの肖像 2020年3月14日
2. 王妃ベルタの肖像 2 2020年9月15日
3. 王妃ベルタの肖像 3 2021年5月14日

- オカルトちゃんねる lpp イラスト：斉藤ロクロ 2019年10月15日
- お越しください、稲荷寿司あやかし神社 ふっくらお揚げで思い出包みます 似鳥航一 イラスト：ショウイチ 2019年11月15日
- お師匠さまは、天神様 やり直しの道は太宰府から 小田菜摘 イラスト：庭春樹 2019年6月14日
- おたすけ幽霊カフェ 愁堂れな イラスト：細居美恵子 2016年12月15日
- 「堕ち神さまの神頼み」シリーズ さくまゆうこ イラスト：しわすだ

1. 堕ち神さまの神頼み 2016年5月14日
2. 堕ち神さまの神頼み2 2016年11月15日

- お父さんはクールな娘に構われたい 円満家庭のための交渉術 永野水貴 イラスト：ツトム 2019年4月15日
- おとぎ草子、よろずお届け処 従となるは美しき犬神 仲村つばき イラスト：hakusai 2019年12月13日
- 「お直し処猫庵」シリーズ 尼野ゆたか イラスト：おぷうの兄さん（おぷうのきょうだい）

1. お直し処猫庵 お困りの貴方へ肉球貸します 2018年9月15日
2. お直し処猫庵 二つの溜息、肉球で受け止めます 2019年11月15日
3. お直し処猫庵 猫店長、三冊目にはそっと出し 2020年4月15日

- お弁当代行屋さんの届けもの 妃川螢 イラスト：イシヤマアズサ 2017年9月15日
- 思い出読みの憶絵さん 吉田しく イラスト：uki 2016年7月15日
- 折紙堂来客帖 折り紙の思ひ出、紐解きます。 路生よる イラスト：pon-marsh 2018年6月15日
- 織ノ王国物語〜七番目の王子と忠誠の剣士〜 あさぎ千夜春 イラスト：青井秋 2019年9月14日
- 陰陽花伝 天雲に翼打ちつけて飛ぶ鶴の 秋月忍 イラスト：ダンミル 2019年10月15日

### か行
- 怪異探偵の喰加味さんは悪意しか食べない 半田畔 イラスト：スオウ 2019年4月15日
- 「海波家のつくも神」シリーズ 淡路帆希 イラスト：えいひ

1. 海波家のつくも神 2014年6月14日 ISBN 978-4-04-070218-6
2. 海波家のつくも神2 2015年3月14日

- 薫子さんには奇なる解を 大槻一翔 イラスト：いざ 2016年5月15日
- 「かくりよの宿飯」シリーズ[11] 友麻碧 イラスト：Laruha

1. かくりよの宿飯 あやかしお宿に嫁入りします。 2015年4月15日
2. かくりよの宿飯 二 あやかしお宿で食事処はじめます。 2015年9月15日
3. かくりよの宿飯 三 あやかしお宿に好敵手きました。 2016年2月15日
4. かくりよの宿飯 四 あやかしお宿から攫われました。 2016年6月15日
5. かくりよの宿飯 五 あやかしお宿に美味い肴あります。 2016年11月15日
6. かくりよの宿飯 六 あやかしお宿に新米入ります。 2017年5月15日
7. かくりよの宿飯 七 あやかしお宿の勝負めし出します。 2017年6月15日
8. かくりよの宿飯 八 あやかしお宿が町おこしします。 2018年4月14日
9. かくりよの宿飯 九 あやかしお宿のお弁当をあなたに。 2018年10月15日
10. かくりよの宿飯 十 あやかしお宿に帰りましょう。 2019年8月10日
11. かくりよの宿飯 十一 あやかしお宿の十二ヶ月。 2020年12月15日

- 風見夜子の死体見聞 半田畔 イラスト：文倉十 2016年6月15日
- 「貸出禁止のたまゆら図書館」シリーズ 一石月下 イラスト：あおいれびん

1. 貸出禁止のたまゆら図書館 2015年9月15日
2. 貸出禁止のたまゆら図書館2 2016年2月15日

- 「華仙公主夜話」シリーズ 喜咲冬子 イラスト：上條ロロ

1. 華仙公主夜話 その麗人、後宮の闇を討つ 2018年7月14日
2. 華仙公主夜話 二 その麗人、後宮に嵐を招く 2019年3月15日
3. 華仙公主夜話 三 その麗人、後宮の禍を祓う 2019年9月14日

- カフェ・グリムへようこそ シンデレラとカボチャのタルト 藤浪智之 イラスト：ひだかなみ 2018年1月15日
- 鎌倉お寺ごはん あじさい亭の典座さん 遠藤遼 イラスト：小嶋ララ子 2019年7月13日
- 「鎌倉おやつ処の死に神」シリーズ 谷崎泉 イラスト：宝井理人

1. 鎌倉おやつ処の死に神 2016年1月15日
2. 鎌倉おやつ処の死に神2 2016年8月13日
3. 鎌倉おやつ処の死に神3 2017年1月14日

- かまくら『めし屋』のおもてなし ふるさとの味白石うーめん[12] 和泉桂 イラスト：細居美恵子 2018年3月15日
- 神様コンビニのバイト嫁 契約結婚と幸せのお惣菜 妙見さゆり イラスト：細居美恵子 2018年10月15日
- 神さまの百貨店 たそがれ外商部が御用承ります。 佐々原史緒 イラスト：neyagi 2017年3月15日
- 神様の薬草園 かまいたちの傷薬 松浦 イラスト：宮城とおこ 2019年6月14日
- 仮そめ夫婦の猫さま喫茶店 なれそめは小倉トーストを添えて 岐川新 イラスト：桜庭ゆい 2019年9月14日
- 軽井沢花野荘スローライフ 貴方への手作りウエディング 葵居ゆゆ イラスト：pomodorosa 2018年11月15日
- カロリーは引いてください！ 〜学食ガールと満腹男子〜 日向夏 イラスト：時々 2017年5月15日
- 完璧主義男に迫られています 桜川ヒロ イラスト：泡沫 2018年4月14日
- 消えていく君の言葉を探してる。[8] 霧友正規 イラスト：カスヤナガト 2017年8月12日
- 奇貨屋フヨウ庵のお客たち 阿澄森羅 イラスト：炬太郎 2016年4月15日
- 木崎夫婦ものがたり 旦那さんのつくる毎日ご飯とお祝いのご馳走 古池ねじ イラスト：仲スナ子 2018年4月14日
- 「貴族デザイナーの華麗な事件簿」シリーズ 柏枝真郷 イラスト：片桐いくみ

1. 貴族デザイナーの華麗な事件簿 ロンドンの魔女 2014年6月14日 ISBN 978-4-04-070221-6
2. 貴族デザイナーの華麗な事件簿2 ロンドンの嵐 2015年2月14日

- 「貴族令嬢アイルの事件簿」シリーズ 橘香いくの イラスト：松本テマリ ISBN 978-4-04-070305-3

1. 貴族令嬢アイルの事件簿 偽学生、はじめました。 2014年8月13日
2. 貴族令嬢アイルの事件簿2 旧図書館の謎と恋のから騒ぎ 2015年4月15日

- キッチンカー鎌倉、推して参る 再出発のバインミー[12] 和泉桂 イラスト：細居美恵子 2019年4月15日
- 君と綴った約束ノート 古河樹 イラスト：ふすい 2017年9月15日
- 喫茶アデルの癒やしのレシピ 葵居ゆゆ イラスト：烏羽雨 2017年12月15日
- 吉祥寺のパン兄弟 祖母が遺した焼き立てバタール 半田畔 イラスト：市川けい 2018年5月15日
- きみの分解パラドックス 井上悠宇 イラスト：456 2016年8月13日
- 君に叶わぬ恋をしている 道具小路 イラスト：loundraw 2017年1月14日
- 霧雨ホテルでおもてなし〜謎の支配人に嫁ぐことになりました。〜 木内陽 イラスト：あおいれびん 2016年5月14日
- 暁花薬殿物語（きょうかくすどのものがたり）シリーズ[13] 佐々木禎子 イラスト：サカノ景子

1. 暁花薬殿物語 2018年7月14日
2. 暁花薬殿物語 第二巻 2019年5月15日
3. 暁花薬殿物語 第三巻 2019年12月13日
4. 暁花薬殿物語 第四巻 2020年8月12日
5. 暁花薬殿物語 第五巻 2021年2月15日

- 「今日から、あやかし町長です。」シリーズ 糸森環 イラスト：二ツ家あす

1. 今日から、あやかし町長です。 2016年12月15日
2. 今日から、あやかし町長です。二 2017年4月15日

- 京都の心臓 鴨川からはじまる恋と冒険 道具小路 イラスト：もりちか 2018年12月15日
- 京の花嫁 嵐山あやかし料亭の若女将 秋良知佐 イラスト：蒼空ユキヤ: 2019年4月15日
- クリーニングでお困りですか？ 女装王子と推理するコマネズミ 浅名ゆうな イラスト：友風子 2018年11月15日
- 「契約結婚ってありですか」シリーズ 紅原香 イラスト：さかもと侑

1. 契約結婚ってありですか 利害一致から始まる恋？ 2018年3月15日
2. 契約結婚ってありですか2 結婚式は誰のもの？ 2018年9月15日

- 恋するアクアリウム。 竹岡葉月 イラスト：おかざきおか  2018年3月15日
- 高円寺かふぇ純情の事情 石原ひな子 イラスト：こめり 2015年11月14日
- 恋テロ 真夜中に読みたい20人のトキメク物語[14] 天沢夏月、霧友正規、宮木あや子 イラスト：alma 2017年12月15日
- 「紅霞後宮物語」シリーズ[15] 雪村花菜 イラスト：桐矢隆

1. 紅霞後宮物語 2015年5月15日
2. 紅霞後宮物語 第二幕 2015年10月15日
3. 紅霞後宮物語 第三幕 2016年2月15日
4. 紅霞後宮物語 第四幕 2016年6月15日
5. 紅霞後宮物語 第零幕 一、伝説のはじまり 2016年9月15日
6. 紅霞後宮物語 第五幕 2017年2月15日
7. 紅霞後宮物語 第六幕 2017年6月15日
8. 紅霞後宮物語 第零幕 二、運命の胎動 2017年9月15日
9. 紅霞後宮物語 第七幕 2018年2月15日
10. 紅霞後宮物語 第八幕 2018年6月15日
11. 紅霞後宮物語 第零幕 三、二人の過誤 2018年10月15日
12. 紅霞後宮物語 第九幕 2019年2月15日
13. 紅霞後宮物語 第十幕 2019年6月14日
14. 紅霞後宮物語 第零幕 四、星降る夜に見た未来 2019年11月15日
15. 紅霞後宮物語 第十一幕 2020年6月13日
16. 紅霞後宮物語 第十二幕 2020年12月15日

- 「後宮妃の管理人」シリーズ[16] しきみ彰 イラスト：Izumi

1. 後宮妃の管理人 〜寵臣夫婦は試される〜 2019年5月15日
2. 後宮妃の管理人 二 〜寵臣夫婦は悩まされる〜 2019年12月13日

- 庚国偽宦官物語 地上の烏 暁天の狼 鳥村居子 イラスト：六七質 2018年10月15日
- 紅茶館くじら亭ダイアリー シナモン・ジンジャーは雪解けの香り 伊佐良紫築 イラスト：pon-marsh 2017年2月15日
- 「香魅堂奇譚」シリーズ 羽根川牧人 イラスト：遊兎ルコ

1. 香魅堂奇譚 2015年4月15日
2. 香魅堂奇譚 二 2015年9月15日
3. 香魅堂奇譚 三 2016年3月15日

- 降霊会の夜に謎解きを 執事と令嬢の帝都怪奇録 長岡マキ子 イラスト：カイ 2015年7月15日
- ご恩、お売りします。 恩屋のつれづれ商売日誌 朝倉景太郎 イラスト：烏羽雨 2014年11月15日
- 小暮さんちのおいしいカタチ 今日からパパが主夫になります 新樫樹 イラスト：くじょう 2018年12月15日
- ここは書物平坂 黄泉の花咲く本屋さん 新井輝 イラスト：紅木春 2019年9月14日
- 五条雪彦の新説な美術史 諸説あります。 眞村六郎 イラスト：双葉はづき 2019年1月15日
- 子育て陰陽師 へっぽこアラサー男と狐と小さなお弟子さん 真楠ヨウ イラスト：紀伊カンナ 2018年8月10日
- ごちそうは残業のあとで 紅原香 イラスト：斉木久美子 原案：左京潤 2019年3月15日
- こちらは、国内ワケアリ旅行代理店です。もしもし、観光地の怪奇解決もできますか？ 八巻にのは イラスト：関末 2019年2月15日
- この声が届いたら、もう一度きみに会いにいく 朝来みゆか イラスト：ごろく 2019年8月10日
- このままでは飛べません！ カメリア航空、地上お客様係の奮闘 日向唯稀 イラスト：伏見おもち 2019年5月15日
- この世の土産さがしもの帖 森川秀樹 イラスト：くにみつ 2016年4月15日
- ご利用は計画的に 恋と利息のグレーゾーン 古木和真 2019年10月15日
- これは弁護士の仕事ではありません！ 妃川螢 イラスト：けーしん 2016年9月15日

### さ行
- 桜木双葉の世界 春日みかげ イラスト：ヒコ 2015年4月15日
- さくら書店の藍子さん 小さな書店のささやかな革命 浅名ゆうな イラスト：カワグチ 2019年8月10日
- 三宮ワケあり不動産調査簿 賃貸マンション、怪談つき 秋田みやび イラスト：高田桂 2015年10月15日
- サンタクロースのお師匠さま 石蕗と春菊ひとめぐり[17] 道具小路 イラスト：庭春樹 2014年10月15日 ISBN 978-4-04-070373-2
- シェイクスピアの退魔劇 永菜葉一 イラスト：椎名優 2014年8月13日 ISBN 978-4-04-070302-2
- 式神仙狐の思い出帖 栗原ちひろ イラスト：ハルカゼ 2018年10月15日
- 社畜の品格 古木和真 イラスト：alma 2017年8月12日
- 十年後の僕らはまだ物語の終わりを知らない 尼野ゆたか イラスト：sime 2017年11月15日
- 主婦やめます！ 家事代行チーム松竹梅 桜川ヒロ イラスト：みき尾 2019年5月15日
- 招福招来 福を招くと聞きまして。 森川秀樹 イラスト：鷹野久 2017年2月15日
- 諸事万端相談所まるなげ堂の事件簿 阿澄森羅 イラスト：だぶ竜 2014年7月15日
- 「女装王子」シリーズ 一石月下 イラスト：双葉はづき

1. 女装王子の深遠にして優雅なたくらみ 2015年1月15日
2. 女装王子の聡明にして華麗なたくらみ 2015年6月15日

- 白猫探偵の事件簿 花夜光 イラスト：ｋｙｏ 2016年2月15日
- 白般若は語らない 北國浩二 イラスト：ちしゃの実 2015年8月15日
- 神華後宮厨師伝 偽りの天は花梨で邂逅す 真楠ヨウ イラスト：硝音あや 2019年9月14日
- 神獣札のかりそめ主 十二のあやかしと猫神の契約者[7] 椎名蓮月 イラスト：駒宮十 2020年1月14日
- 神望町つくも神小学校 新米先生はじめました 和智正喜 イラスト：motai 2016年7月15日
- シンデレラの宝石店 河合ゆうみ イラスト：伏見おもち 2020年1月14日
- 心理学者こころ女史の分析 卒業論文と4つの事件 七菜なな イラスト：ワカマツカオリ 2014年11月15日
- 「翠玉姫演義」シリーズ 柊平ハルモ イラスト：雨壱絵穹

1. 翠玉姫演義―宝珠の海の花嫁― 2016年10月15日
2. 翠玉姫演義―戦場の天女― 2017年10月14日
3. 翠玉姫演義 三 ―泥に咲く花― 2019年7月13日

- スープ屋かまくら来客簿 あやかしに効く春野菜の夕焼け色スープ[12] 和泉桂 イラスト：細居美恵子 2017年4月15日
- STAiRs, be STAR! 怪談アイドルはじめます。 峰守ひろかず イラスト：紗与イチ 2019年5月15日
- すみれ荘ファミリア 凪良ゆう イラスト：ゆうこ 2018年7月14日
- 雪華後宮記 宮女試験とユーレイ公主 在原小与 イラスト：伊藤明十 2018年2月15日
- 戦国昼寝姫、いざ参らぬ 尼野ゆたか イラスト：鈴ノ助 2019年7月13日
- 先生とわたしのお弁当 二人の秘密と放課後レシピ 田代裕彦 イラスト：オオタガキフミ 2017年3月15日
- 千年茶師の茶房録 道具小路 イラスト：ゆこ 2015年12月15日
- 即興ワルツ 青遼競技ダンス部の軌跡 佐々原史緒 イラスト：くじょう 2016年2月15日
- その答えは、楽譜の中に 小竹清彦 イラスト：田倉トヲル 2014年7月15日

### た行
- だいきょう商店街の招き猫 人生の大吉拾いました 鳩村衣杏 イラスト：汐街コナ 2018年2月15日
- 「高遠動物病院へようこそ！」シリーズ[18] 谷崎泉 イラスト：ねぎしきょうこ

1. 高遠動物病院へようこそ！ 谷崎泉 イラスト：ねぎしきょうこ 2019年1月15日
2. 高遠動物病院へようこそ！2 2019年11月15日
3. 高遠動物病院へようこそ！3 2020年10月15日

- 駄菓子屋凸凹堂と魔女のドロップ 道具小路 イラスト：庭春樹 2015年2月14日
- 「玉川区役所 OF THE DEAD」シリーズ 永菜葉一、塔井青 イラスト：村崎久都

1. 玉川区役所 OF THE DEAD 2014年9月13日 ISBN 978-4-04-070372-5
2. 玉川区役所 OF THE DEAD 2 2014年12月15日

- 地球が終わるらしいので、いまからキミを監禁します。 兎山もなか イラスト：黒衛もん 2019年8月10日
- 調幻の氷翠師 麻木未穂 イラスト：ことき 2014年6月14日 ISBN 978-4-04-070219-3
- 「月影骨董鑑定帖」シリーズ 谷崎泉 イラスト：宝井理人

1. 月影骨董鑑定帖 2014年10月15日 ISBN 978-4-04-070371-8
2. 月影骨董鑑定帖 二 2015年3月14日
3. 月影骨董鑑定帖 三 2015年8月13日

- 「九十九さん家のあやかし事情」シリーズ[7] 椎名蓮月 イラスト：vient（1巻のみ）、新井テル子（2巻以降）

1. 九十九さん家のあやかし事情 五人の兄と、迷子の狐 2015年6月15日
2. 九十九さん家のあやかし事情 二 五人の兄と、成り代わりの鬼 2016年1月15日
3. 九十九さん家のあやかし事情 三 五人の兄と、天邪鬼の許嫁 2016年3月15日
4. 九十九さん家のあやかし事情 四 五人の兄と、大神の子守唄 2016年6月15日
5. 九十九さん家のあやかし事情 五 五人の兄と、狐の嫁入り 2016年9月15日

- つめたいオゾン 唐辺葉介 イラスト：usi 2014年9月13日 ISBN 978-4-04-070224-7
- 「寺嫁さんのおもてなし」シリーズ 華藤えれな イラスト：加々見絵里

1. 寺嫁さんのおもてなし 和カフェであやかし癒やします 2017年9月15日
2. 寺嫁さんのおもてなし 二 あやかし和カフェでご縁、結びます 2018年3月15日
3. 寺嫁さんのおもてなし 三 あやかし和カフェで祝言あげます 2018年9月15日
4. 寺嫁さんのおもてなし 四 あやかし和カフェに咲く花をあなたに贈ります 2019年4月15日
5. 寺嫁さんのおもてなし 五 あやかし和カフェで幸せご飯をさがします 2019年11月15日

- 電池式 君の記憶から僕が消えるまで 庵桐サチ イラスト：上条衿 2014年8月13日 ISBN 978-4-04-070306-0
- 東京怪異案内処 この街の憑り道、お連れします。 和智正喜 イラスト：六七質 2015年4月15日
- 東都日報絵師の事件帖 帝都の夜に潜む罪 和泉桂 イラスト：さとい 2016年5月14日
- 「遠鳴堂あやかし事件帖」シリーズ[7] 椎名蓮月 イラスト：水口十

1. 遠鳴堂あやかし事件帖 其の壱 2014年7月15日
2. 遠鳴堂あやかし事件帖 其の弐 誰も君にはなれない 2014年10月15日 ISBN 978-4-04-070376-3
3. 遠鳴堂あやかし事件帖 其の参 あの星が見えなくなるまで 2015年2月14日

- 時をかける社畜 灰音憲二 イラスト：はしゃ 2017年7月15日
- 特命！ 窓際のジムセン 貴殿に「東京事務センター」への配属を命ずる。 古木和真 イラスト：モリエサトシ 2018年8月10日
- 土地神様のわすれもん 新井輝 イラスト：あおいれびん 2018年4月14日
- とどけるひと 〜別れの手紙の郵便屋さん〜 半田畔 イラスト：中村至宏 2017年8月12日
- トリプルエース 君のいない夏に、なくしたものを探して 汐見舜一 イラスト：やまもり三香 2017年10月14日

### な行
- 謎解き茶房で朝食を 妃川螢 イラスト：げみ 2017年1月14日
- 謎解きはマンガみたいにはいかない 藤崎都 イラスト：くにみつ 2018年12月15日
- 西陣あんてぃく着物取引帖 小田菜摘 イラスト：ねぎしきょうこ 2018年4月14日
- 二条陰陽寮の少年たち はみだし響と呪われた狗神 上野ゆかり イラスト:おとないちあき 2020年3月15日
- ニセ恋シンデレラ 八巻にのは イラスト：相原実貴 2018年5月15日
- 「農業男子とマドモワゼル」シリーズ 甘沢林檎

1. 農業男子とマドモワゼル イチゴと恋の実らせ方 イラスト：げみ 2017年1月14日
2. 農業男子とマドモアゼル 新たな出逢いはスイカと共に イラスト：なま子 キャラクター原案：やまもり三香 2018年6月15日

- 呪われ陰陽師 賀茂斎の千年越しの憂鬱 藤崎都 イラスト：藤未都也 2020年1月14日

### は行
- バー・コントレイルの相談事 小竹清彦 イラスト：しのとうこ 2014年6月14日 ISBN 978-4-04-070217-9
- ハイカラ娘と銀座百鬼夜行 作楽シン イラスト：ヤマウチシズ 2018年12月15日
- 廃墟写真家 真夜中の廃線 花夜光 イラスト：ひむか透留 2015年1月15日
- 博多あやかし食堂よろず ふっくらご飯とばあちゃんの筑前煮 あさぎ千夜春 イラスト：紅木春 2018年8月10日
- 鳩子さんとあやかし暮らし 野梨原花南 イラスト：柴田五十鈴 2017年6月15日
- 「薔薇十字叢書」[19] Founder：京極夏彦
  - 薔薇十字叢書 天邪鬼の輩（あまのじゃくのともがら） 愁堂れな イラスト：遠田志帆 2015年11月14日
  - 薔薇十字叢書 縊鬼の囀（いつきのさえずり） 愁堂れな イラスト：遠田志帆 2017年5月15日
  - 薔薇十字叢書 風蜘蛛の棘（かぜぐものいばら） 佐々木禎子 イラスト：THORES柴本 2017年4月15日
  - 薔薇十字叢書 神社姫の森（くだんのもり） 春日みかげ イラスト：睦月ムンク 2015年10月15日
  - 薔薇十字叢書 桟敷童の誕（ざしきわらしのいつわり） 佐々木禎子 イラスト：THORES柴本 2015年10月15日
  - 薔薇十字叢書 蜃の楼（しんのたかどの） 和智正喜 イラスト：toi8 2017年5月15日
- 「犯罪共鳴 壊兎」シリーズ 北山大詩 イラスト：清原紘

1. 犯罪共鳴 壊兎 タナトス症候群（シンドローム） 2014年8月13日 ISBN 978-4-04-070304-6
2. 犯罪共鳴 壊兎2 兎の信奉者（フォロワーズ） 2015年3月14日

- 「犯罪心理分析班・八木小春」シリーズ 佐藤青南

1. 犯罪心理分析班・八木小春 アイアンウルフの箱 2019年1月15日
2. 犯罪心理分析班・八木小春 ハロウィンの花 2019年10月15日

- 半翼の逃亡者 永野水貴 イラスト：おかざきおか 2015年1月15日
- 被害者探偵 その美貌、僕の推理に役立ててみないか？ 愁堂れな イラスト：菅野文 2016年8月13日
- ヒーローは眠らない 伊丹央 イラスト：alma 2016年12月15日
- ひきこもり作家と同居します。 谷崎 泉 イラスト：高野 苺 2017年8月12日
- ひとしずくの星 淡路帆希 イラスト：えいひ 2015年2月14日
- ひとりぼっちのソユーズ 君と月と恋、ときどき猫のお話[20] 七瀬夏扉 イラスト：吉田健一 2017年12月15日
- ひよっこ家族の朝ごはん お父さんとアサリのうどん 汐見舜一 イラスト：ぶーた 2017年5月15日
- 不機嫌なスピッツの公式 三沢陽一 イラスト：市川けい 2015年7月15日
- 冬の巨人 古橋秀之 イラスト：藤城陽 2014年7月15日
- 文豪Ａの時代錯誤な推理 森晶麿 イラスト：カズアキ 2018年5月15日
- 「平安あかしあやかし陰陽師」シリーズ[21] 遠藤遼 イラスト：沙月

1. 平安あかしあやかし陰陽師 怪鳥放たれしは京の都 2018年10月15日
2. 平安あかしあやかし陰陽師 二 百鬼夜行の都に桜舞う 2019年4月15日
3. 平安あかしあやかし陰陽師 三 から紅の都と最後の大祓 2019年10月15日

- 「平安後宮の薄紅姫」シリーズ 遠藤遼 イラスト：沙月

1. 平安後宮の薄紅姫 物語愛でる女房と晴明の孫 2020年4月15日
2. 平安後宮の薄紅姫 二 宮廷去りし皇后宮と伊勢物語 2020年10月15日
3. 平安後宮の薄紅姫 三 恋する女房と物語の縁（えにし） 2021年6月15日

- 僕が恋したカフカな彼女 森晶麿 イラスト：カズアキ 2017年1月14日
- 僕とやさしいおばけの駅 永菜葉一 イラスト：するば 2016年10月15日
- 僕はまた、君にさよならの数を見る[8] 霧友正規 イラスト：カスヤナガト 2016年8月13日
- 僕らふたりに運命の糸は[8] 霧友正規 イラスト：ajimita 2019年12月13日
- 星に願いを、君に祈りと傷を 清水晴木 イラスト：shimano 2018年9月15日
- 没落ピアノ先生。〜レッスンするのは大変です〜 さくまゆうこ イラスト：syo5 2018年1月15日
- ホームレス・ホームズの優雅な０円推理 森晶麿 イラスト：カズアキ 2019年6月14日
- 「ホラー作家・宇佐見右京の他力本願な日々」シリーズ 佐々木禎子 イラスト：佐木郁

1. ホラー作家・宇佐見右京の他力本願な日々 2014年8月13日 ISBN 978-4-04-070303-9
2. ホラー作家・宇佐見右京の他力本願な日々2 2015年3月14日

- 「ぼんくら陰陽師の鬼嫁」シリーズ[22] 秋田みやび イラスト：しのとうこ 2016年9月15日

1. ぼんくら陰陽師の鬼嫁 2016年9月15日
2. ぼんくら陰陽師の鬼嫁 二 2017年4月15日
3. ぼんくら陰陽師の鬼嫁 三 2017年12月15日
4. ぼんくら陰陽師の鬼嫁 四 2018年8月10日
5. ぼんくら陰陽師の鬼嫁 五 2019年5月15日
6. ぼんくら陰陽師の鬼嫁 六 2020年7月15日

- 「香港シェヘラザード」シリーズ 三角くるみ イラスト：猫将軍

1. 香港シェヘラザード 上・蕾の義 2020年2月15日
2. 香港シェヘラザード 下・花の奸 2020年2月15日

### ま行
- 町医者風尹の謎解き診療録 史間あかし[23] イラスト：ユウノ 2014年10月15日 ISBN 978-4-04-070370-1
- まぼろしメゾンの大家さん あやかし新生活、始めました。 宮田光 イラスト：八つ森佳 2017年6月15日
- 真夜中の保育園はじめました 京都四条の子育て事情 金沢有倖 イラスト：宵マチ 2019年11月15日
- 「マルタ・サギーは探偵ですか？」シリーズ[24] 野梨原花南 イラスト：鈴木次郎

1. マルタ・サギーは探偵ですか？ I 〜レド・ビァ事件〜 2014年11月15日
2. マルタ・サギーは探偵ですか？ II 〜名探偵と助手と犬・春から秋までの事件簿〜 2014年12月15日
3. マルタ・サギーは探偵ですか？ III 〜ドクトル・バーチ被毒事件〜 2015年4月15日
4. マルタ・サギーは探偵ですか？ IV 〜オスタスでのこまごまとした事件簿〜 2015年12月15日 ※電子書籍のみ

- 漫画家先生とメシスタント 仲村つばき イラスト：あき 2019年2月15日
- 見えない彼女の探しもの[8] 霧友正規 イラスト：杉基イクラ 2014年7月15日
- ミヤマの社 君に捧げる恋の舞 一石月下 イラスト：コウキ。 2016年11月15日
- 民俗学研究室の愁いある調査 その男、怪異喰らいにつき 神尾あるみ イラスト：小田すずか 2019年7月13日
- 冥暗堂偽妖怪語 神奈木智 イラスト：yoco 2016年10月15日
- 「メイデーア転生物語」シリーズ[25] 友麻碧 イラスト：雨壱絵穹

1. メイデーア転生物語 1 この世界で一番悪い魔女 2019年10月15日
2. メイデーア転生物語 2 この世界に怖いものなどない救世主 2020年3月14日
3. メイデーア転生物語 3 扉の向こうの魔法使い（上）2020年8月12日
4. メイデーア転生物語 4 扉の向こうの魔法使い（中）2020年12月15日

- 飯テロ 真夜中に読めない20人の美味しい物語[14] 名取佐和子、日向夏、ほしおさなえ イラスト：alma 2017年12月15日
- もう一度、日曜日の君へ 羽根川牧人 イラスト：とろっち 2017年7月15日
- もののけ画館夜行抄 地本草子 イラスト：青石ももこ 2016年1月15日
- もののけ、もののけ、杏南が通る 河合ゆうみ イラスト：汐街コナ 2019年3月15日

### や行
- 「八雲京語り」シリーズ 羽根川牧人 イラスト：serori

1. 八雲京語り 宮廷に鈴の音ひびく 2018年6月15日
2. 八雲京語り 宮廷に雲雀舞いいづる 2019年2月15日

- 谷中銀座コーリ駄菓子店出納帳 お客さまは、神さまです。木内陽 イラスト：テクノサマタ 2015年9月15日
- 大和三兄弟のおうちゴハン 奈良町でおさんどん始めました 荒元しま イラスト：mame 2019年5月15日
- 「幽遊菓庵〜春寿堂の怪奇帳〜」シリーズ[26] 真鍋卓 イラスト：二星天

1. 幽遊菓庵〜春寿堂の怪奇帳〜 2014年9月13日 ISBN 978-4-04-070317-6
2. 幽遊菓庵〜春寿堂の怪奇帳〜二 2015年2月14日
3. 幽遊菓庵〜春寿堂の怪奇帳〜三 2015年6月15日
4. 幽遊菓庵〜春寿堂の怪奇帳〜四 2015年11月14日
5. 幽遊菓庵〜春寿堂の怪奇帳〜五 2016年4月15日
6. 幽遊菓庵〜春寿堂の怪奇帳〜六 2016年7月15日
7. 幽遊菓庵〜春寿堂の怪奇帳〜外伝 四季徒然 2016年10月15日

- 幽霊生活安全課 ―かくりよ事件ファイル― 灰音憲二 イラスト：平沢下戸 2016年4月15日
- 妖怪センセの京怪図巻 祇園祭にあわいは騒ぎ 朝戸麻央 イラスト：ろくしょう 2015年7月15日
- 妖怪と小説家 野梨原花南 イラスト：けーしん 2015年12月15日
- 「妖狐の執事はかしずかない」シリーズ 古河樹 イラスト：サマミヤアカザ

1. 妖狐の執事はかしずかない 2018年5月15日
2. 妖狐の執事はかしずかない 2 2018年12月15日
3. 妖狐の執事はかしずかない 3 2019年6月14日
4. 妖狐の執事はかしずかない 4 2020年1月14日

- 洋食屋じゃぽんの料理帖 ソップからはじまるフル・コウス 左京潤 イラスト：ねぎしきょうこ 2016年3月15日
- 横濱妖精探偵社 竹岡葉月 イラスト：細居美恵子 2015年6月15日
- 夜桜荘交幽帳 さよならのための七日間 井上悠宇 イラスト：こずみっく 2017年4月15日
- 寄席わらしの晩ごはん 名取佐和子 イラスト：雀葵蘭 2019年3月15日
- 四つ葉通りには秘密がある 宮田光 イラスト：げみ 2018年1月15日

### ら行
- 「六道先生の原稿は順調に遅れています」シリーズ 峰守ひろかず イラスト：榊空也

1. 六道先生の原稿は順調に遅れています 2017年7月15日
2. 六道先生の原稿は順調に遅れています 二 2018年1月15日
3. 六道先生の原稿は順調に遅れています 三 2018年7月14日

- リノベご飯のレシピ帖 シャケの焼漬からこねつけバーガーまで 竹内真 イラスト：丹地陽子 2018年3月15日
- 龍のいとし子 戌島百花 イラスト：ハルカゼ 2019年8月10日
- 「黎明国花伝」シリーズ 喜咲冬子 イラスト：伊藤明十

1. 黎明国花伝 星読の姉妹 2016年6月15日
2. 黎明国花伝 茅舟の王女 2017年2月15日
3. 黎明国花伝 曙光の双姫 2017年8月12日

- 恋愛事件捜査係 担当官は恋愛オンチ 剛しいら イラスト：田倉トヲル 2015年5月15日

### わ行
- 「和雑貨うなゐ堂の友戯帳」シリーズ 真鍋卓 イラスト：Minoru

1. 和雑貨うなゐ堂の友戯帳 2017年6月15日
2. 和雑貨うなゐ堂の友戯帳 二 2018年2月15日 ※電子書籍のみ

- 「わたしの幸せな結婚」シリーズ[27] 顎木あくみ イラスト：月岡月穂

1. わたしの幸せな結婚 2019年1月15日
2. わたしの幸せな結婚 二 2019年7月13日
3. わたしの幸せな結婚 三 2020年2月15日
4. わたしの幸せな結婚 四 2020年9月15日

- 私は隣の田中です 隣人は退魔師の主人公!? 秋月忍 イラスト：銀行 2019年1月15日

## 映像化作品

### アニメ化
| 作品               | 放送年          | アニメーション制作 | 備考 |
| ------------------ | --------------- | ------------------ | ---- |
| かくりよの宿飯     | 2018年（第1期） | GONZO              |      |
| かくりよの宿飯     | 2025年（第2期） | GONZO マカリア     |      |
| わたしの幸せな結婚 | 2023年（第1期） | キネマシトラス     |      |
| わたしの幸せな結婚 | 2025年（第2期） | キネマシトラス     |      |

### 実写化
| 作品               | 年     | 備考 |
| ------------------ | ------ | ---- |
| わたしの幸せな結婚 | 2023年 |      |